# Carson Soucy
Carson Soucy (* 24. Juli 1994 in Viking, Alberta) ist ein kanadischer Eishockeyspieler, der seit März 2025 bei den New York Rangers aus der National Hockey League (NHL) unter Vertrag steht und dort auf der Position des Verteidigers spielt. Zuvor verbrachte er vier Jahre in der Organisation der Minnesota Wild und spielte je zwei Saisons für die Seattle Kraken und Vancouver Canucks.

## Karriere
Carson Soucy wurde in Viking geboren und spielte in seiner Jugend unter anderem für die Wainwright Polar Kings und die Lloydminster Bobcats. Anschließend lief er für die Spruce Grove Saints in der Alberta Junior Hockey League (AJHL) auf, der zweithöchsten Juniorenliga seiner Heimatprovinz nach der Western Hockey League. Nachdem er dort aufgrund seiner überdurchschnittlichen Physis vor allem durch körperlich robustes Eishockey aufgefallen war, wählten ihn die Minnesota Wild im NHL Entry Draft 2013 an 137. Position. Nach Minnesota wechselte der Abwehrspieler bereits zur Folgesaison, indem er sich an der University of Minnesota Duluth einschrieb und fortan für deren Team, die Bulldogs, in der National Collegiate Hockey Conference (NCHC) auflief, eine Liga im Spielbetrieb der National Collegiate Athletic Association. Mit den Bulldogs gewann er am Ende seiner vierjährigen College-Karriere die Playoffs um die Meisterschaft der NCHC.
Im April 2017 unterzeichnete Soucy einen Einstiegsvertrag bei den Minnesota Wild, die ihn bis zum Ende der Spielzeit 2016/17 bei ihrem Farmteam in der American Hockey League (AHL) einsetzten, den Iowa Wild. Dort verbrachte er auch den Großteil der Folgesaison, ehe er im April 2018 zu seinem Debüt in der National Hockey League (NHL) kam, wobei er auch vier Partien in den Stanley-Cup-Playoffs 2018 bestritt. Anschließend kehrte der Verteidiger jedoch nach Iowa zurück und lief die komplette Spielzeit 2018/19 in der AHL auf, ehe er sich mit Beginn der Saison 2019/20 in Minnesotas Aufgebot etablierte und regelmäßig in der NHL zum Einsatz kam.
Im NHL Expansion Draft 2021 wurde Soucy von den Seattle Kraken ausgewählt, wodurch er die Organisation der Minnesota Wild nach vier Jahren verlassen musste. In Seattle war er bis zum Ende der Saison 2022/23 aktiv, ehe er sich im Juli 2023 als Free Agent den Vancouver Canucks anschloss. Von dort wiederum gelangte er im März 2025 im Tausch für ein Drittrunden-Wahlrecht im NHL Entry Draft 2025 zu den New York Rangers.

## Erfolge und Auszeichnungen
- 2017 NCHC-Meisterschaft mit der University of Minnesota Duluth

## Karrierestatistik
Stand: Ende der Saison 2024/25
(Legende zur Spielerstatistik: Sp oder GP = absolvierte Spiele; T oder G = erzielte Tore; V oder A = erzielte Assists; Pkt oder Pts = erzielte Scorerpunkte; SM oder PIM = erhaltene Strafminuten; +/− = Plus/Minus-Bilanz; PP = erzielte Überzahltore; SH = erzielte Unterzahltore; GW = erzielte Siegtore; 1 Play-downs/Relegation; Kursiv: Statistik nicht vollständig)